# پولبری
پولبری (به لاتین: Phulbari) یک منطقهٔ مسکونی در بنگلادش است که در ناحیه کوریگرام واقع شده‌است. پولبری ۱۶۳٫۶۳ کیلومتر مربع مساحت و ۱۲۹٬۶۶۸ نفر جمعیت دارد.